# Парада, Олег Васильевич
Оле́г Васильевич Парада (5 февраля 1969) — российский футболист, нападающий.

## Карьера
В 1992 году дебютировал в Высшей лиге России в составе «Кубани», провёл 1 встречу: 17 октября отыграл весь матч в домашнем противостоянии своего клуба с камышинским «Текстильщиком».
В 1993 году выступал за волгодонский «Атоммаш», а в 1994 году продолжил карьеру в славянской «Ниве».